# Andrena platydepressa
Andrena platydepressa är en biart som beskrevs av Osamu Tadauchi och Xu 1995. Andrena platydepressa ingår i släktet sandbin, och familjen grävbin. Inga underarter finns listade i Catalogue of Life.